# Matias Sarvela
Matias Sarvela (1987) è un ex giocatore di football americano finlandese che ha giocato come defensive back.